# Emanuel Taffertshofer
Emanuel Taffertshofer, né le 24 février 1995 à Landsberg am Lech, est un footballeur allemand évoluant au Wehen Wiesbaden.

## Biographie
Taffertshofer est issu du club de formation du TSV 1860 Munich. Lors de la saison 2013-2014, il intègre l'équipe réserve en Regionalliga Bayern.
Il fait ses débuts pour l'équipe première le 19 octobre 2015, une défaite à domicile 0-1 contre le Karlsruher SC.
Pour la trêve hivernale de la saison 2015-2016, Taffertshofer est transféré au FC Würzburger Kickers en 3. Liga, où il est sous contrat jusqu'à l'été 2018.
Il signe ensuite au SV Sandhausen, en 2. Bundesliga.

## Source
- (de) Cet article est partiellement ou en totalité issu de l’article de Wikipédia en allemand intitulé « Emanuel Taffertshofer » (voir la liste des auteurs).